# Filipijnen op de Olympische Zomerspelen 1924
De Filipijnen debuteerden op de Olympische Spelen tijdens de Olympische Zomerspelen 1924 in Parijs, Frankrijk. De sprinter David Nepomuceno, vergezeld door zijn coach Regino Ylanan, was de enige Filipijnse deelnemer.

## Resultaten per onderdeel

### Atletiek
| Olympiër         | Discipline | Resultaat | Prestatie     |
| ---------------- | ---------- | --------- | ------------- |
| David Nepomuceno | 100m (m)   | series    | serie 6: 6de  |
| David Nepomuceno | 200m (m)   | series    | serie 15: 3de |

Argentinië · Australië · België · Brazilië · Brits-Indië · Bulgarije · Canada · Chili · Cuba · Denemarken · Ecuador · Egypte · Estland · Filipijnen · Finland · Frankrijk · Griekenland · Groot-Brittannië · Haïti · Hongarije · Ierland · Italië · Japan · Joegoslavië · Letland · Litouwen · Luxemburg · Mexico · Monaco · Nederland · Nieuw-Zeeland · Noorwegen · Oostenrijk · Polen · Portugal · Roemenië · Spanje · Tsjecho-Slowakije · Turkije · Uruguay · Verenigde Staten · Zuid-Afrika · Zweden · Zwitserland